# کای شنگلیو
کای شنگلیو (انگلیسی: Cai Shengliu؛ زادهٔ ۱ آوریل ۱۹۵۶) بازیکن واترپلو اهل چین بود.
وی در مسابقات کشوری و بین‌المللی در مجموع برندهٔ ۳ مدال طلا شده‌است.